# Duna

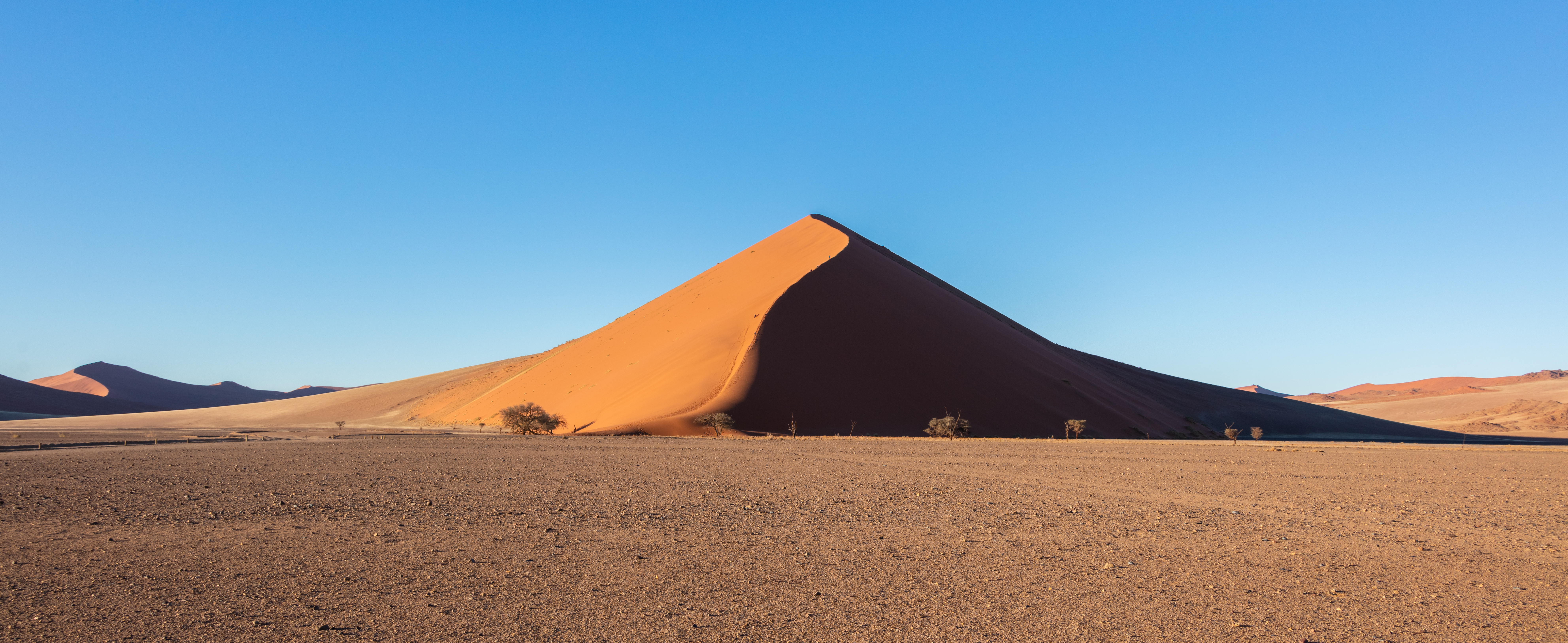
Duna en Sossusvlei, Namibia

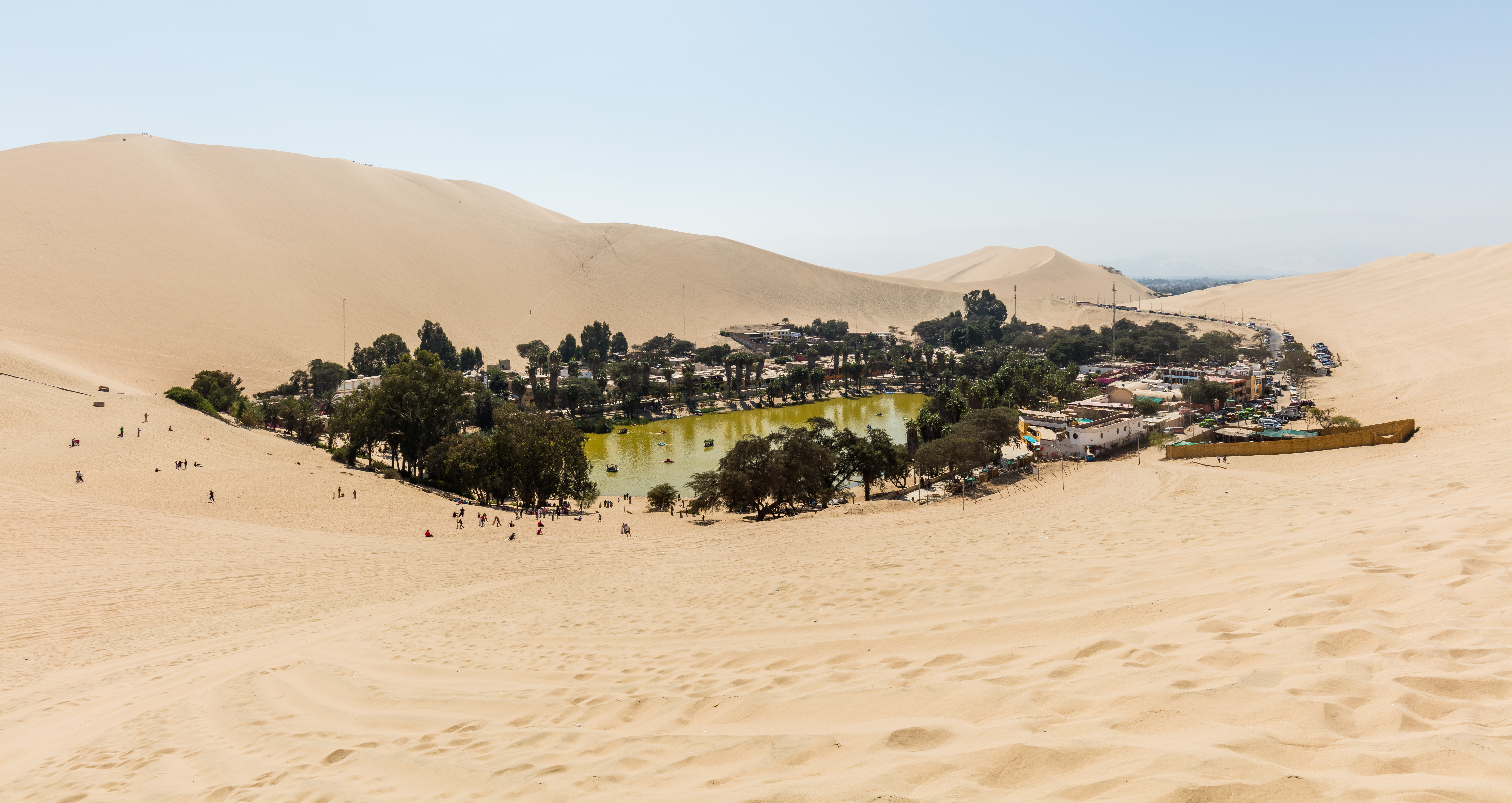
Oasis de Huacachina entre dunas, Ica, Perú

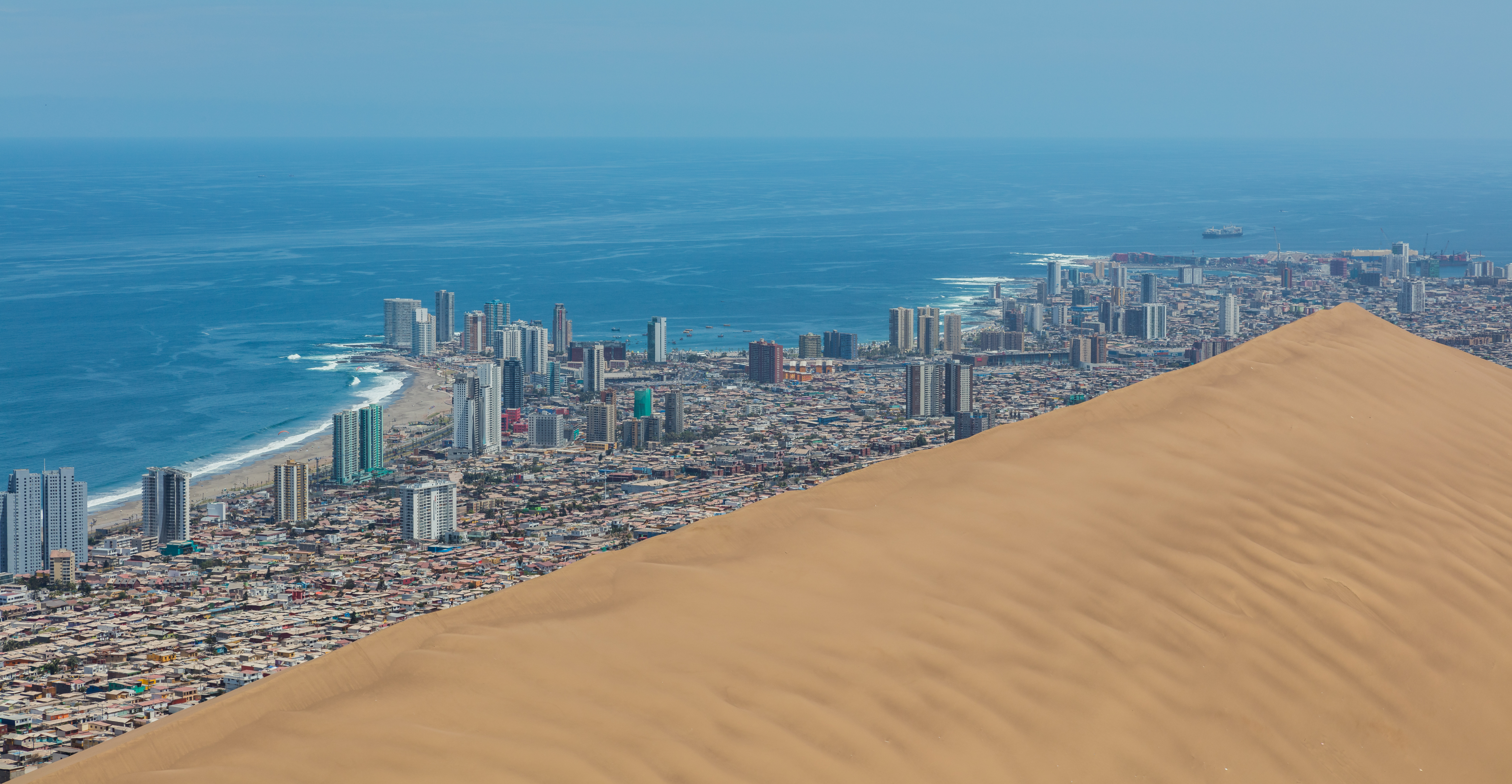
Duna Dragón frente a la ciudad de Iquique, Chile

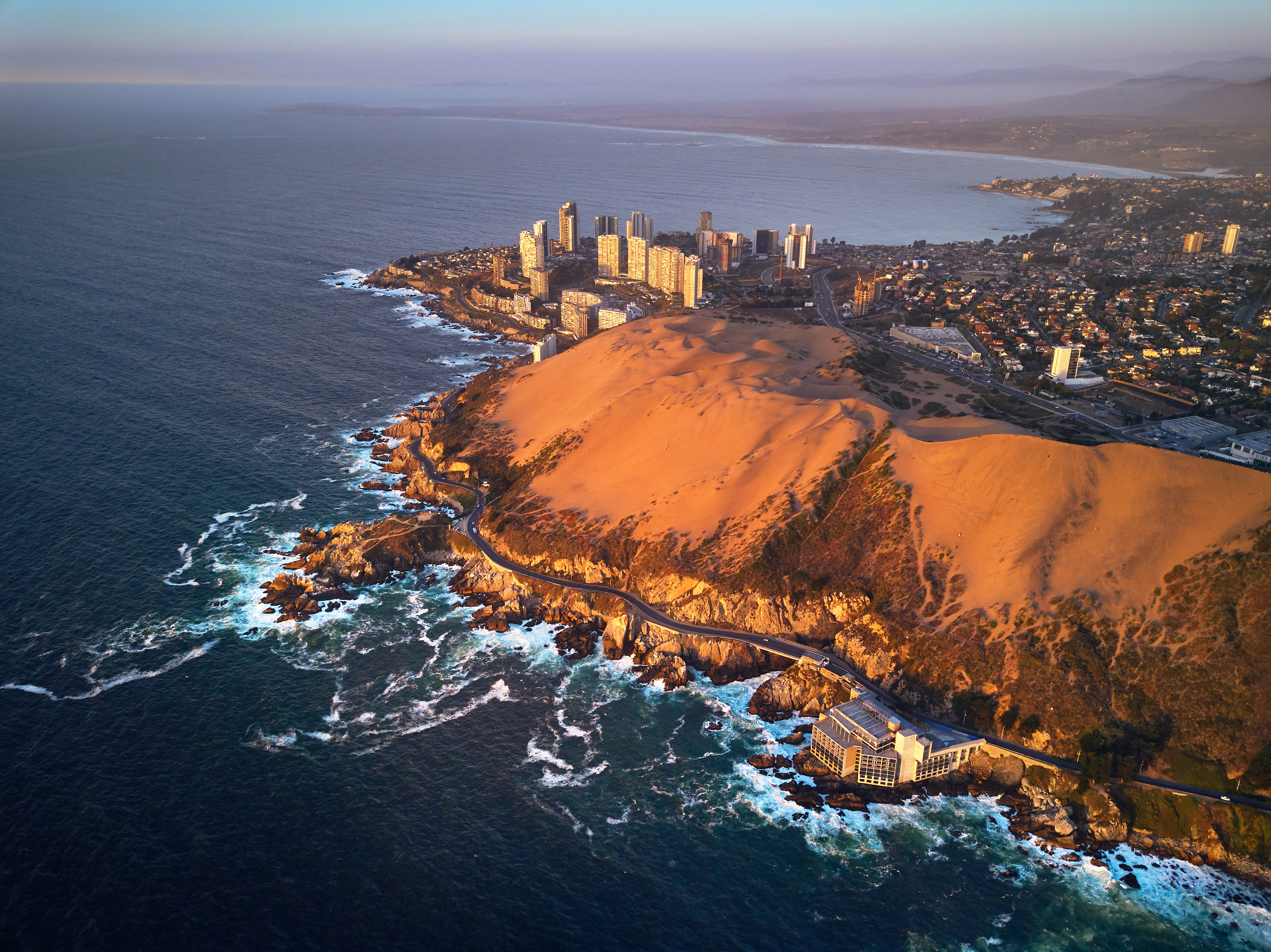
Campo Dunar Punta Concón inserto en el Gran Valparaíso, Chile.

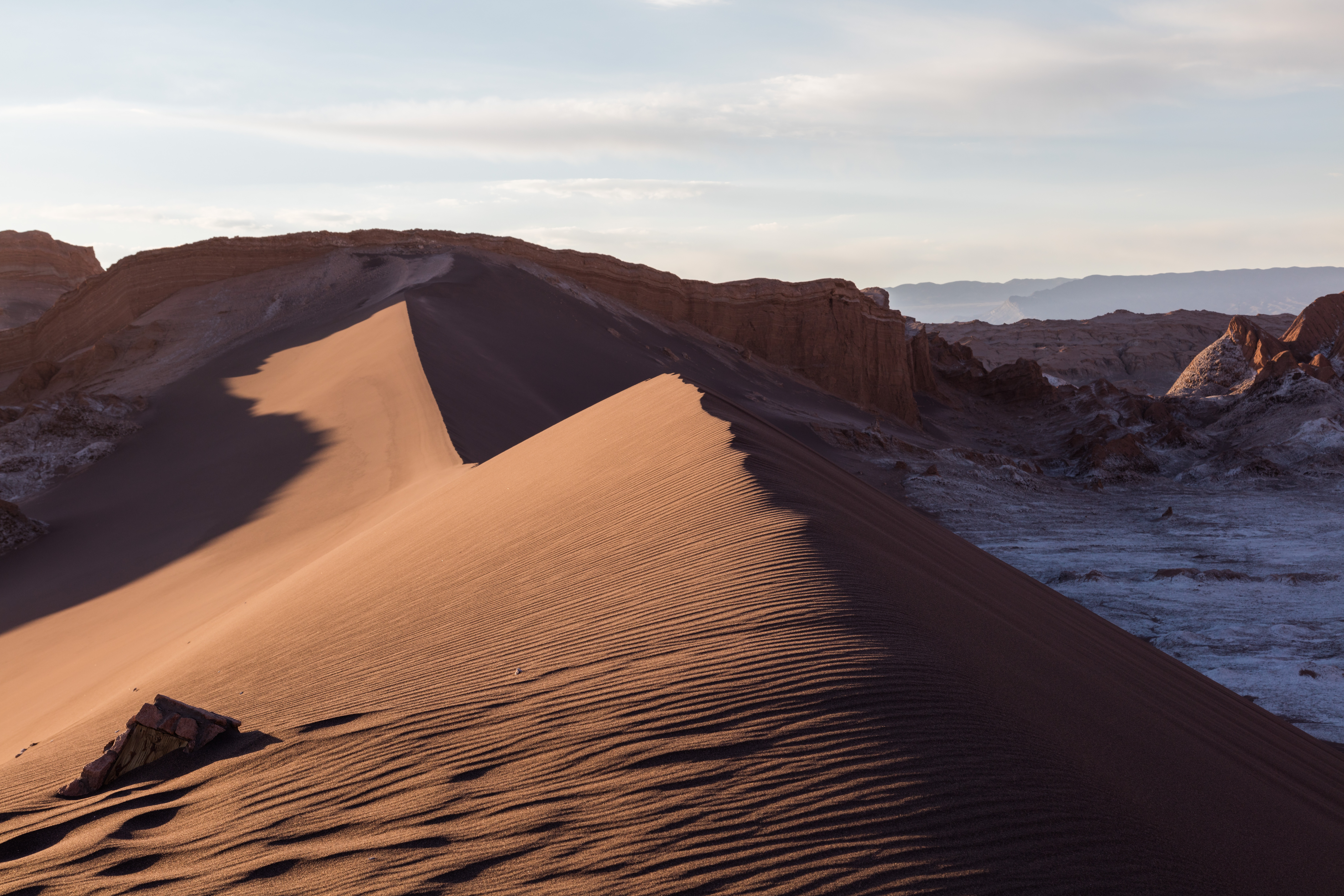
Duna Mayor, Valle de la Luna, San Pedro de Atacama, Chile

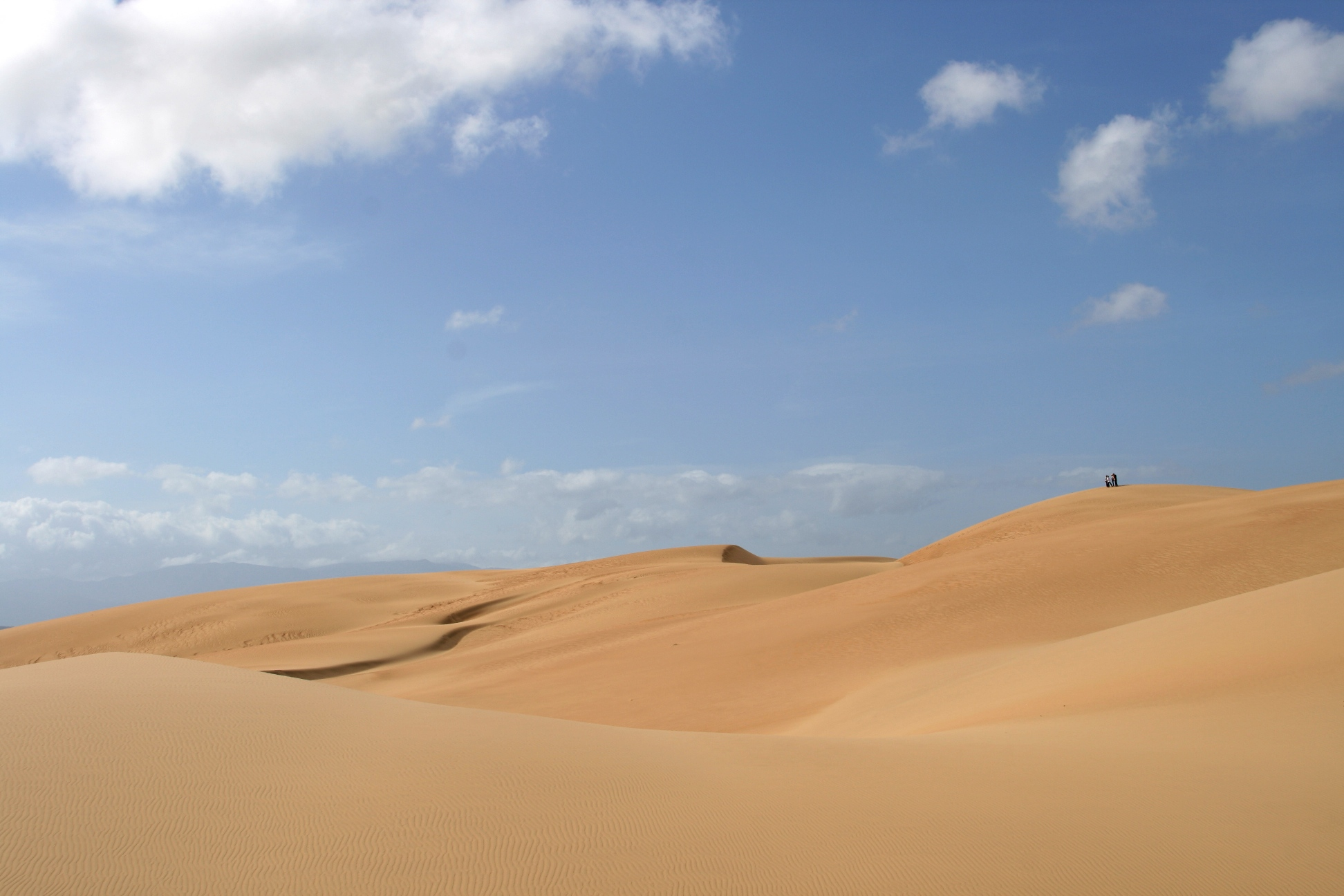
Parque nacional Los Médanos de Coro en Venezuela

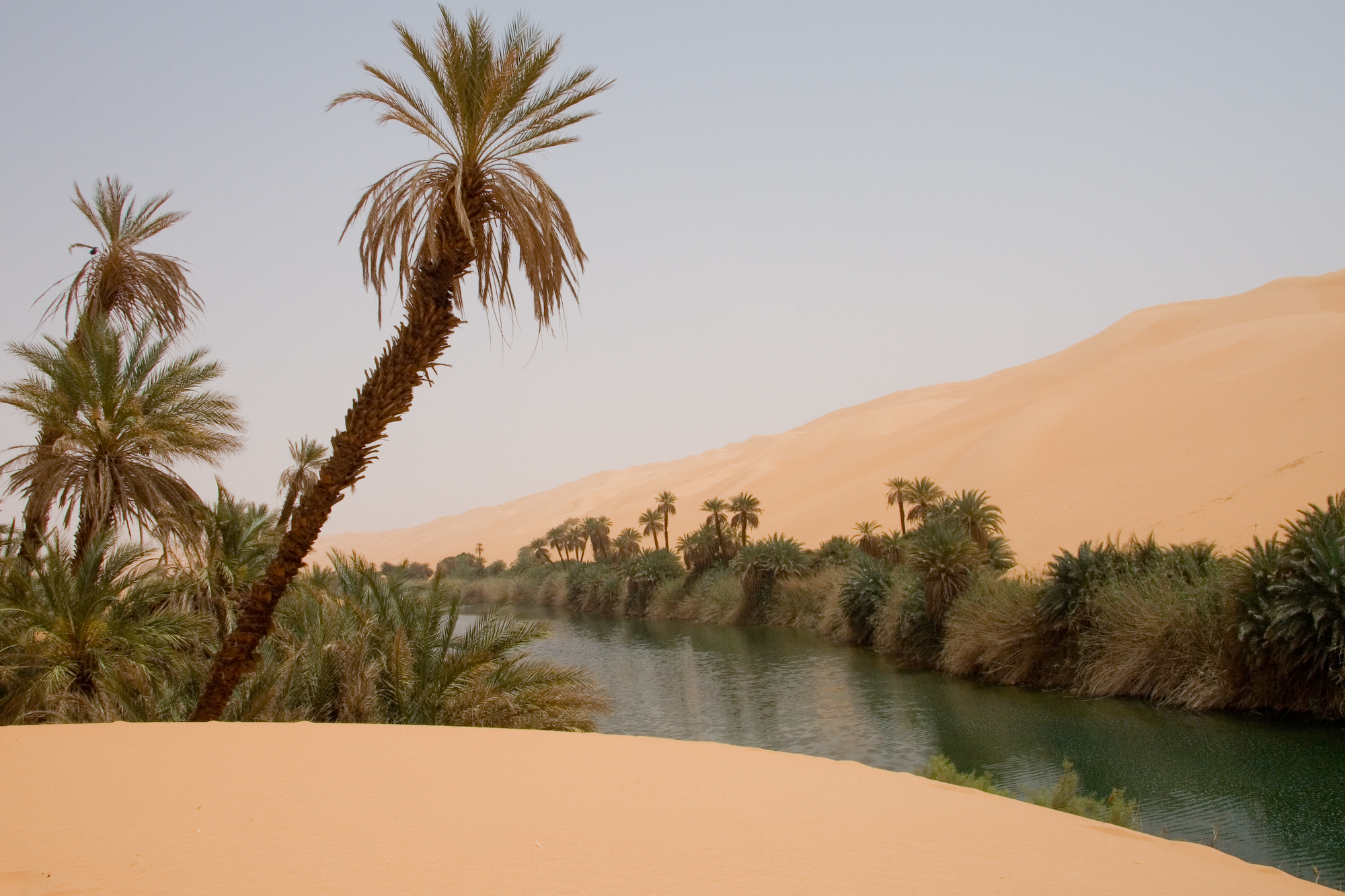
Dunas y oasis en Libia

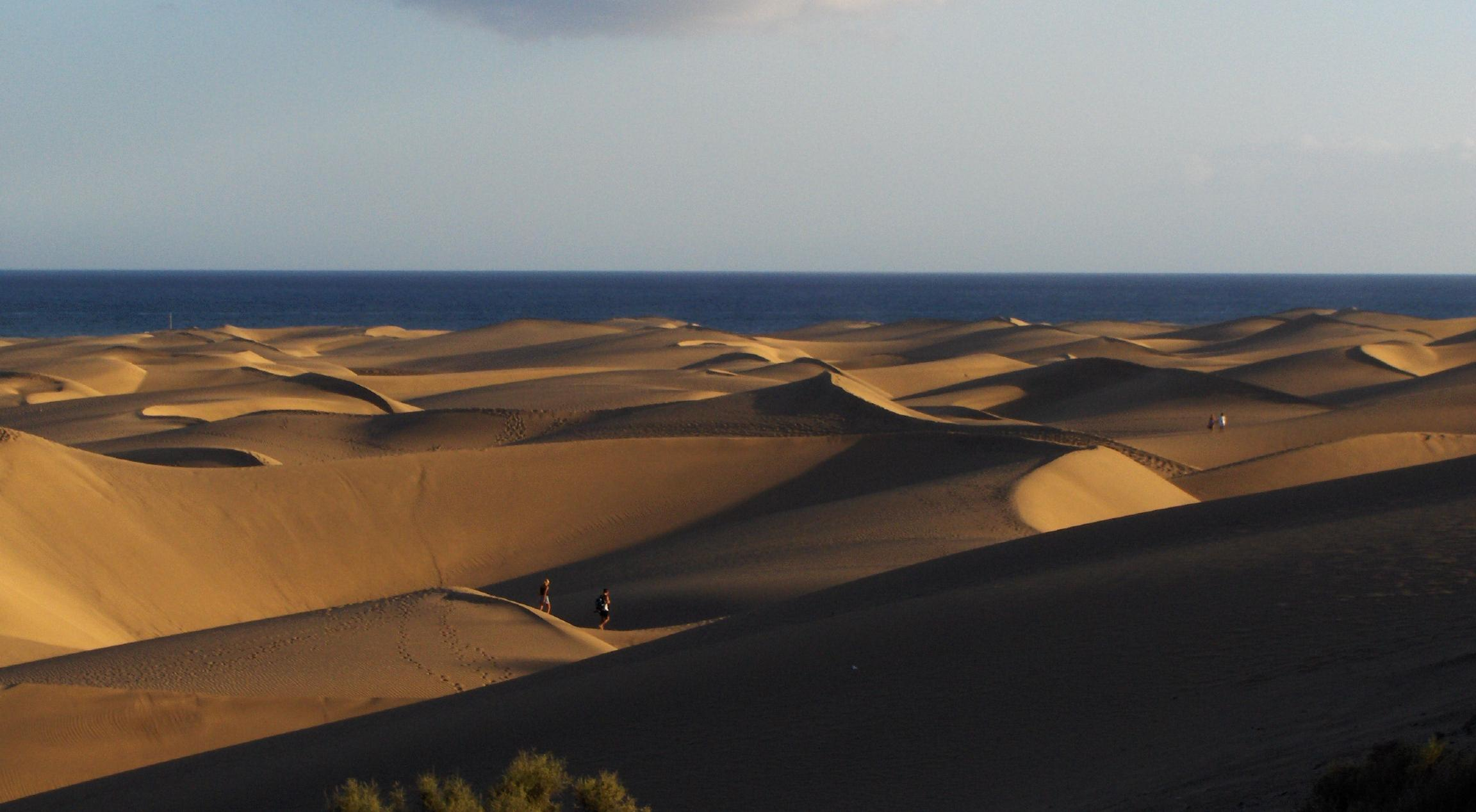
Complejo de dunas costeras de Maspalomas, en Gran Canaria

Una duna o médano es una acumulación de arena en los desiertos o el litoral, generada por el viento, por lo que las dunas poseen unas capas suaves y uniformes. Pueden ser producidas por cambios en el viento o por variaciones en la cantidad de arena. La granulometría de la arena que forma las dunas, también llamada arena eólica, está muy concentrada en torno a 0,2 mm de diámetro de sus partículas. Un gran complejo de dunas se denomina campo de dunas, mientras que las regiones amplias y llanas cubiertas de arena barrida por el viento o dunas con poca o ninguna vegetación se denominan mares de arena.  Las dunas tienen diferentes formas y tamaños, pero la mayoría son más largas en el lado stoss (ascendente), donde la arena es empujada hacia arriba, y tienen una cara de deslizamiento más corta en el lado de sotavento. El valle o depresión entre dunas se denomina depresión dunar.
Cuando el viento tiene una dirección dominante, las dunas adquieren la forma de una C con la parte convexa en contra del viento dominante. Estas dunas generalmente «avanzan», «se mueven», empujadas por el viento, aunque en realidad están destruyéndose, erosionándose,  por una cara, la de barlovento, y recreándose por la contraria, la de sotavento, aparentando un desplazamiento conjunto del volumen de arena. La velocidad de avance de las dunas es inversamente proporcional a su tamaño, así, las dunas más pequeñas alcanzan a las mayores, con las que se van fusionando y aumentando de tamaño. Cuando la duna alcanza un tamaño significativo, más de 4 a 6 m, comienza a desprenderse mayor cantidad de material por las dos puntas de la C, dando origen a nuevas dunas pequeñas, las que al ser más veloces que las grandes, se van alejando de la duna madre. Este fenómeno de movimiento de dunas, se observa con mucha claridad en el desierto de Sechura, en el norte de Perú.
El desplazamiento de las dunas puede causar serios problemas, como: la invasión de terrenos cultivados, obstrucción y ocultación de carreteras y vías de comunicación, invasión de áreas pobladas. Para evitar estos problemas existen varios procedimientos para limitar el avance de las dunas, entre ellos; sembrar plantas que requieren poca agua para subsistir, retirada de la humedad atmosférica; rociar en la parte convexa de la duna materiales aglutinantes, como puede ser petróleo, o aceites industriales usados.
Las arenas, suaves y secas provienen de la erosión de la acción constante del viento sobre las rocas que con el tiempo son partidas en pedazos muy pequeños convirtiéndolas en arenilla y esta, al desplazarse por la continua acción del viento, se va acumulando en parvas, convirtiéndose poco a poco a dunas que continuamente cambian de forma ya que están en continuo movimiento. Por ello también los médanos han recibido el nombre de arenas nómadas.
Cuando en extensas regiones se forman dunas de arena se habla de mares de arena o campos de dunas, denominados mar de dunas. Son especialmente visibles en el desierto del Sahara.
Algunas zonas costeras tienen uno o más conjuntos de dunas que discurren paralelas a la línea de costa directamente tierra adentro desde la playa. En la mayoría de los casos, las dunas son importantes para proteger la tierra frente a los posibles estragos de las olas de las tormentas procedentes del mar. En ocasiones se construyen dunas artificiales para proteger las zonas costeras.  La acción dinámica del viento y el agua puede provocar a veces la deriva de las dunas, lo que puede tener graves consecuencias. Por ejemplo, la ciudad de Eucla, Australia Occidental, tuvo que ser reubicada en la década de 1890 debido a la deriva de las dunas.

La palabra moderna "duna" llegó al inglés procedente del francés alrededor de 1790, que a su vez procedía del neerlandés medio dūne.

## Formación

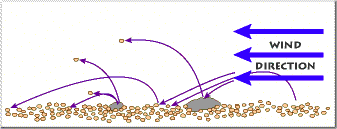
La arena que choca contra la arena tiene más probabilidades de adherirse; la arena que choca contra una superficie más coherente tiene más probabilidades de rebotar (saltación). Este bucle de retroalimentación exacerbado contribuye a que la arena se acumule formando dunas.

No existe una distinción universalmente precisa entre ondulaciones, dunas y draas, que son todos depósitos del mismo tipo de materiales.  Las dunas se definen generalmente como de más de 7 cm de altura y pueden tener ondulaciones, mientras que las ondulaciones son depósitos de menos de 3 cm de altura. Un draa es un relieve eólico muy grande, con una longitud de varios kilómetros y una altura de decenas a cientos de metros, y que puede tener dunas superpuestas.

Las dunas están formadas por partículas del tamaño de la arena, y pueden estar compuestas de cuarzo, carbonato cálcico, nieve, yeso u otros materiales. El lado de la duna que se encuentra a barlovento/arriba/arriba de la corriente se denomina lado de musgo; el lado que se encuentra a sotavento/abajo se denomina lado de sotavento. La arena es empujada (fluencia) o rebota (saltación) hacia arriba por el lado de stoss, y se desliza hacia abajo por el lado de sotavento. El lado de una duna por el que se ha deslizado la arena se denomina cara de deslizamiento (o cara de deslizamiento).
La fórmula de Bagnold da la velocidad a la que pueden transportarse las partículas.

## Dunas eólicas

### Formas de las dunas eólicas
Se reconocen cinco tipos básicos de dunas: semilunares, lineales, estrelladas, en cúpula y parabólicas. Las zonas de dunas pueden presentarse de tres formas: simples (dunas aisladas del tipo básico), compuestas (dunas más grandes sobre las que se forman dunas más pequeñas del mismo tipo) y complejas (combinaciones de diferentes tipos).

#### Barchan o semilunares

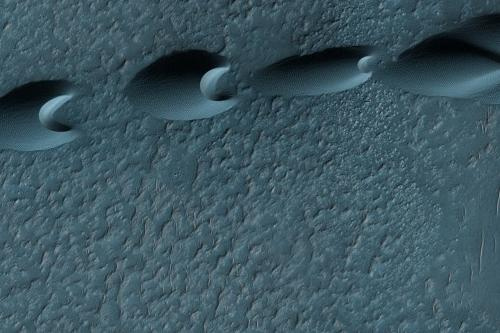
Dunas barchanas aisladas en la superficie de Marte. La dirección dominante del viento sería de izquierda a derecha.

Las dunas de Barchan son montículos en forma de media luna, generalmente más anchos que largos. Las superficies de deslizamiento a sotavento se encuentran en los lados cóncavos de las dunas. Estas dunas se forman bajo vientos que soplan constantemente desde una dirección (vientos unimodales).
unimodales). Forman semilunas separadas cuando el aporte de arena es comparativamente pequeño. Cuando el aporte de arena es mayor, pueden fusionarse en crestas barchanoides y, a continuación, en dunas transversales.
Algunos tipos de dunas semilunares se desplazan más rápidamente sobre superficies  desérticas que cualquier otro tipo de duna. Un grupo de dunas se desplazó más de 100 metros por año entre 1954 y 1959 en la Provincia de Ningxia de China, y se han registrado velocidades similares en el Desierto Occidental de Egipto. Las dunas semilunares más grandes de la Tierra, con anchuras medias de cresta a cresta de más de tres kilómetros, se encuentran en el Desierto de Taklamakan de China.

#### Dunas transversales
Las abundantes dunas barchanas pueden fusionarse en crestas barchanoides, que luego se gradúan en dunas transversales lineales (o ligeramente sinuosas), llamadas así porque se sitúan transversalmente, o a través, de la dirección del viento, con el viento soplando perpendicularmente a la cresta de la cresta.

#### Seif o dunas longitudinales
Las dunas seif son dunas lineales (o ligeramente sinuosas) con dos caras de deslizamiento.Las dos caras de deslizamiento hacen que tengan crestas afiladas. Se denominan dunas seif por la palabra árabe que significa "espada". Pueden tener más de 160 kilómetros de longitud, por lo que son fácilmente visibles en imágenes de satélite (véase ilustraciones).
Las dunas seif están asociadas a vientos bidireccionales. Los ejes longitudinales y las crestas de estas dunas se extienden a lo largo de la dirección resultante del movimiento de la arena, de ahí el nombre "longitudinal". Algunas dunas lineales se fusionan para formar dunas compuestas en forma de Y.
La formación es objeto de debate. Ralph Bagnold, en The Physics of Blown Sand and Desert Dunes, sugirió que algunas dunas seif se forman cuando una duna barchan se mueve en un régimen de viento bidireccional, y un brazo o ala de la media luna se alarga. Otros sugieren que las dunas seif se forman por vórtices en un viento unidireccional. En los valles protegidos entre dunas seif muy desarrolladas, pueden formarse barchanes, porque el viento se ve obligado a ser unidireccional por las dunas.

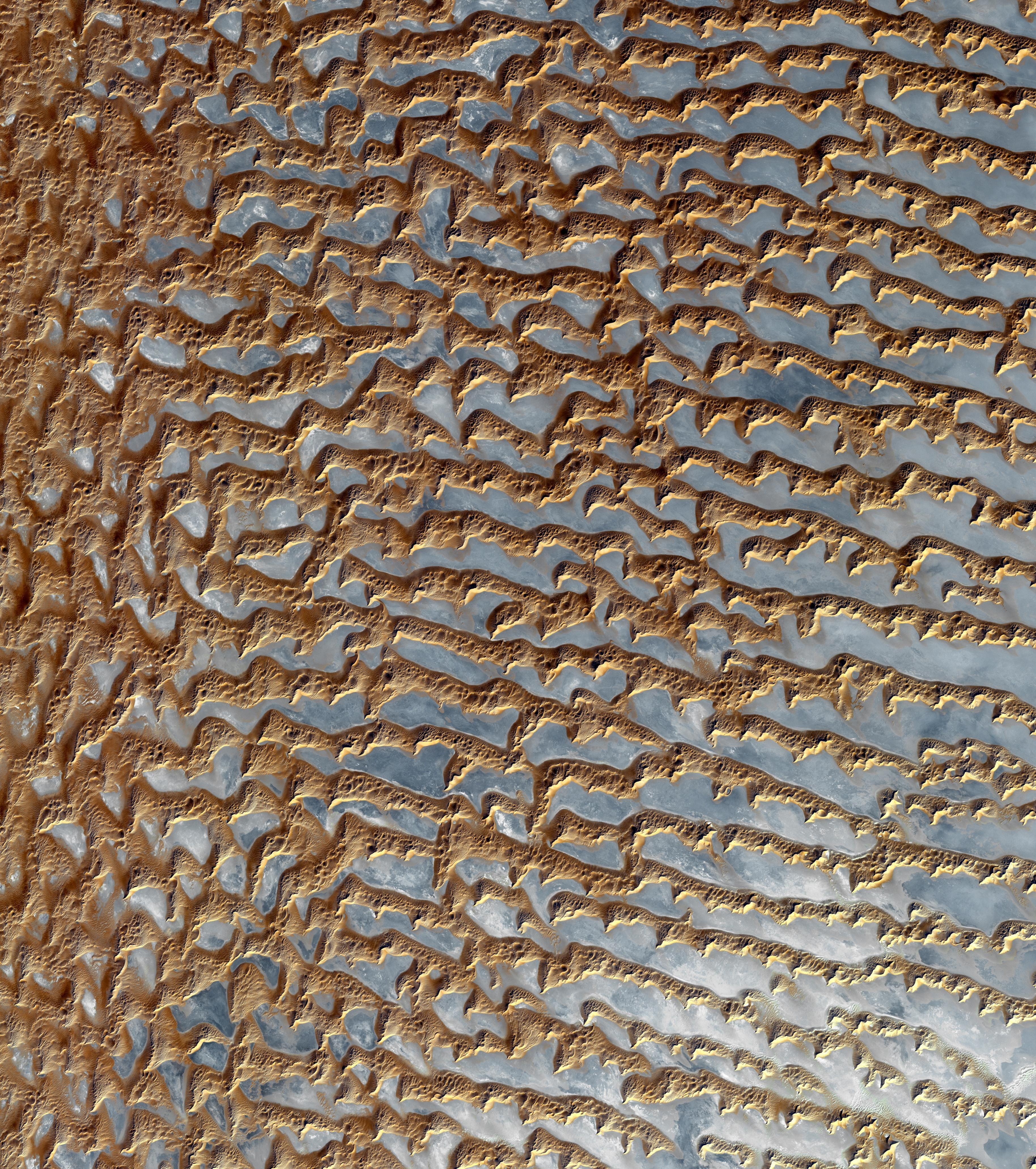
Dunas de arena de Rub' al Khali (barrio vacío árabe) captadas por Terra (EOS AM-1). La mayoría de estas dunas son dunas seif. Su origen de barchans es sugerido por los "ganchos" remanentes rechonchos vistos en muchas de las dunas. El viento sopla de izquierda a derecha.
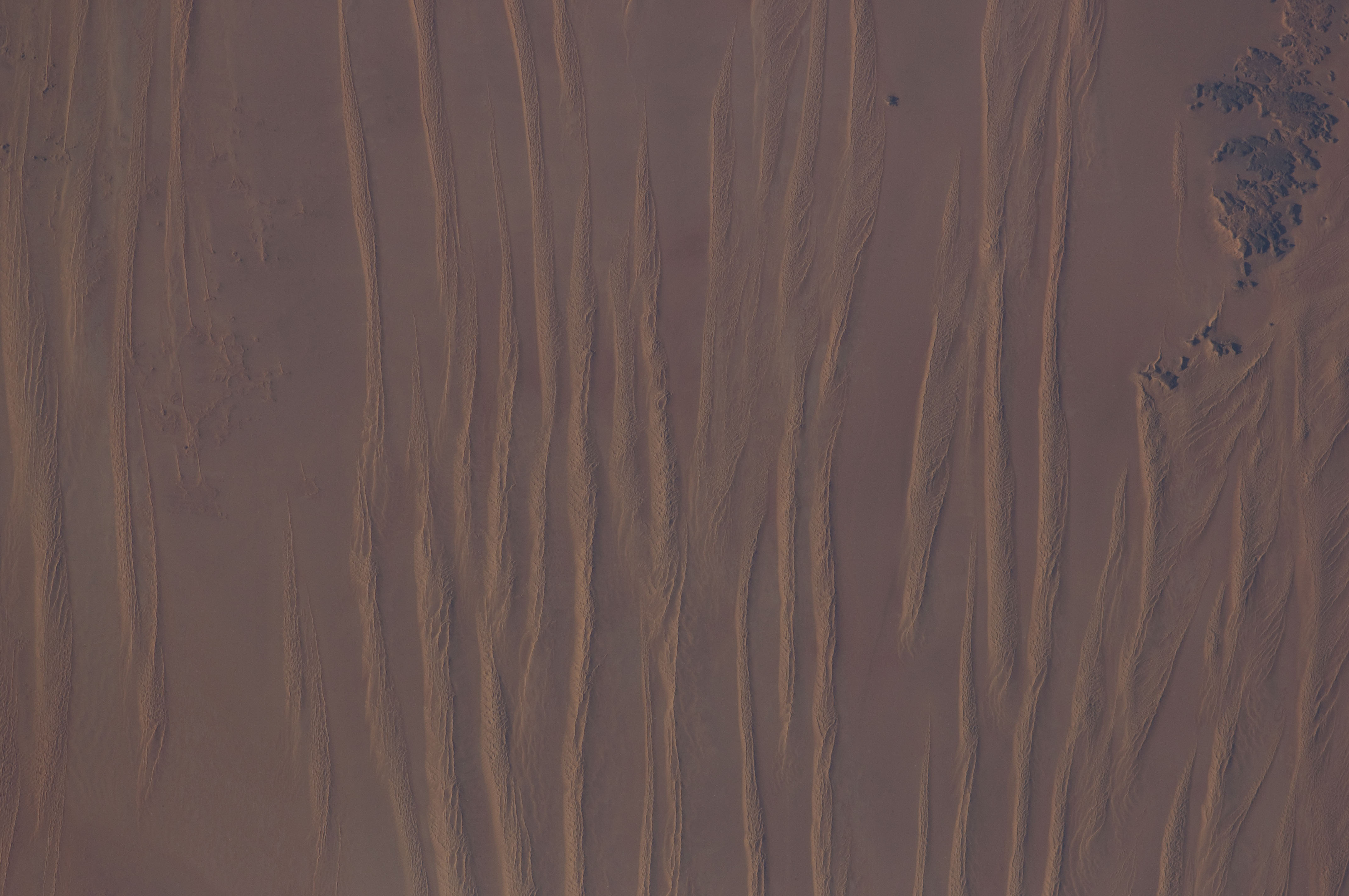
Grandes dunas lineales de seif en el Gran Mar de Arena en el suroeste de Egipto, véase desde la Estación Espacial Internacional. La distancia entre cada duna es de 1,5-2,5 km.
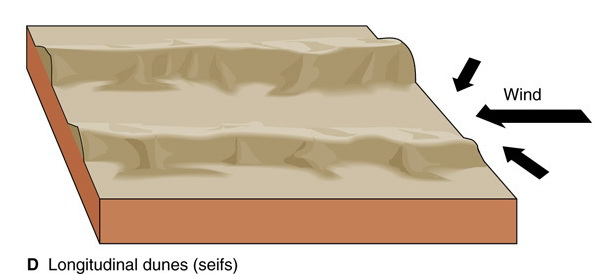
Modelo de formación de dunas en dirección longitudinal media
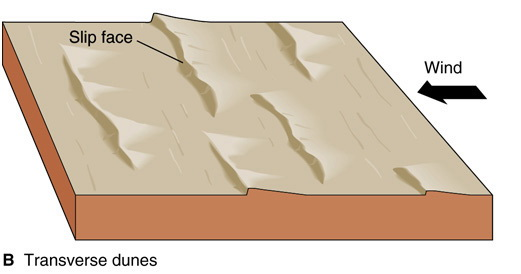
Duna transversal con el viento soplando a través de la cresta. Por el contrario, las dunas transversales se forman con el viento soplando perpendicularmente a las crestas, y sólo tienen una cara de deslizamiento, en el lado de sotavento. El lado del musgo es menos escarpado.
Animación del viento empujando dunas transversales. La arena sopla desde el lado de abajo hacia el lado de sotavento, donde es enterrada por la siguiente capa. Las dunas transversales se sitúan perpendicularmente al viento, que las mueve hacia delante, produciendo el lecho cruzado que se muestra aquí.

Las dunas seif son comunes en el Sáhara. Alcanzan hasta 300 m (984,3 pies) de altura y 300 km (186,4 mi) de longitud. En el tercio meridional de la Península arábiga, un vasto mar de dunas, llamado Rub' al Khali o Barrio Vacío, contiene dunas seif que se extienden a lo largo de casi 200 km (124,3 mi) y alcanzan alturas de más de 300 m (984,3 pies).
Las colinas lineales de loess conocidas como pahas son superficialmente similares. Estas colinas parecen haberse formado durante la última época glacial en condiciones de permafrost dominadas por una escasa vegetación de la tundra.

## Tipos de dunas
Se reconocen muchos tipos de dunas según las formas de sus bases, las que normalmente son condicionadas por los vientos dominantes: 
- Barján (barhan o barkham): duna con planta en C o de media luna. Es un vocablo kazajo. Son dunas que se dan en zonas de suministro de arena limitado y superficie dura, plana y carente de vegetación.
- Duna longitudinal (Seif o en espada): duna alargada y rectilínea formada más o menos paralela al viento predominante. La cantidad de arena presente es limitada.
- Duna transversal: largas crestas separadas por depresiones orientadas con ángulos rectos respecto al viento que posee dirección constante. Se dan en lugares donde la acumulación de arena cubre por completo el suelo y esta es abundante.
- Duna parabólica: con forma de U, sus extremos apuntan en dirección contraria al viento (al revés que el barján). Típicas de las zonas de costa y donde la vegetación cubre parcialmente la tierra en el interior de la media luna suele formarse una pequeña olla de depresión.
- Duna en estrella o piramidal: colina aislada con varias crestas que parten de la cima. Se forman cuando hay direcciones del viento variables y grandes cantidades de arena.
- Duna barjanoide: forma intermedia entre los barjanes aislados y extensiones de dunas transversales.

## El canto de las dunas
Con ser uno de los lugares más silenciosos del planeta, el desierto oculta un «canto» casi imperceptible. En efecto, desde los tiempos de Marco Polo, algunos viajeros han percibido un sonido proveniente de las dunas. El sonido emitido por las dunas proviene del choque entre sí de las partículas que las conforman, y por lo tanto varía en función del diámetro de las mismas. Así, las dunas del desierto de Sand Mountain, en Nevada, Estados Unidos, emiten un sonido en la tonalidad del do mayor; en el desierto de Chile el sonido es en fa mayor, y en Marruecos en sol menor.

## Dunas más altas del planeta
La duna más alta está en el Bolsón de Fiambalá, provincia de Catamarca, en el noroeste de la Argentina. Tiene 1230 metros y se denomina «duna Federico Kirbus». Nace en una cota de 1615 m s. n. m. y culmina a 2845 m s. n. m. en lo alto de la sierra de Zapata. Es concurrida por amantes del sandboarding y se halla cerca del poblado Tatón. Ubicación 27°31′04″S 67°29′25″O / -27.5177154, -67.4902678.
La segunda más alta es el cerro La Marcha, más conocido como duna Grande, ubicado en el Distrito de Vista Alegre (Nazca), Provincia de Nazca, Departamento de Ica en Perú. Su cresta ronda los 1696 m s. n. m. y su base se encuentra a menos de 796 m s. n. m., lo que resulta en 924 metros de altura útil de pura arena. Ubicación 15°01′40.61″S 74°45′49.58″O / -15.0279472, -74.7637722.
Dunas de pampa Salinas ILO Ubicada en el distrito del Algarrobal, Provincia de Ilo, Departamento de Moquegua, Altura Máxima 1560 m. y la base de la duna 832 m. sobre el nivel del Mar, con una altura desde la base de 729 m. convirtiéndola en una de las más altas del mundo.
En el desierto de Badain Jaran, en China, se encuentran dunas de hasta 500 m de altura, estas son fijas a raíz de la humedad interna, alimentada por aguas subterráneas.
En México, se encuentran dunas de gran tamaño dentro del desierto de Sonora en la zona de Reserva de la Biosfera El Pinacate y Gran Desierto de Altar, alcanzando alturas de más de 320 metros. La más alta de México es conocida como "Duna la Reyna" y se encuentra dentro de esta región.

## Dunas del sistema solar
La Tierra no es el único mundo del sistema solar con dunas; en Marte son comunes, y en el ecuador de Titán, la mayor luna de Saturno, se han descubierto grandes campos de dunas —aunque de materiales orgánicos y posiblemente con un núcleo central de hielo—.